# Lorenzo Bertini
Lorenzo Bertini (Pontedera, 1º giugno 1976) è un canottiere italiano.

## Biografia
È fratello della canottiera Lisa Bertini.

## Carriera
Gareggiando nella categoria pesi leggeri, ai Campionati del mondo ha vinto tre medaglie d'oro (l'ultimo dei quali il 30 agosto 2009) ed un bronzo nel quattro di coppia, un bronzo nell'otto,due bronzi ed un argento nel quattro senza ed un argento nel singolo p.l. (Monaco 2007). Inoltre vanta numerose medaglie vinte disputando varie Coppe del Mondo ed un bronzo ed un argento ai Giochi del Mediterraneo del 2005 e del 2009.
Alle Olimpiadi di Atene 2004 ha vinto la medaglia di bronzo nel quattro senza pesi leggeri.

## Palmarès
- Olimpiadi

Atene 2004: bronzo nel 4 senza pesi leggeri.
- Campionati del mondo di canottaggio

1998 - Colonia: oro nel 4 di coppia pesi leggeri.
1999 - St. Catharines: bronzo nell'8 con pesi leggeri.
2002 - Siviglia: argento nel 4 senza pesi leggeri.
2003 - Milano: bronzo nel 4 senza pesi leggeri.
2005 - Kaizu: bronzo nel 4 senza pesi leggeri.
2007 - Monaco di Baviera: argento nel singolo pesi leggeri.
2009 - Poznań: oro nel 4 di coppia pesi leggeri.
2010 - Cambridge: argento nel 2 di coppia pesi leggeri.
2011 - Bled: bronzo nel 2 di coppia pesi leggeri.
- Campionati europei di canottaggio

2011 - Plovdiv: oro nel 2 di coppia pesi leggeri.
- Giochi del Mediterraneo

2005 - Almería: bronzo nel singolo pesi leggeri.
2009 - Pescara: argento nel singolo pesi leggeri.